# Vagina
De vagina of schede is het inwendige deel van het geslachtsorgaan dat bij vrouwelijke zoogdieren de baarmoeder met de buitenkant van het lichaam verbindt. Het uitwendige deel van het geslachtsorgaan wordt vulva of schaamspleet genoemd.
De vagina is geschikt om de penis in te brengen bij het paren. Als daar een gestatie (zwangerschap) uit voorkomt, is de vagina een deel van het geboortekanaal bij de bevalling.
Vagina is het Latijnse woord voor schede, een omhulsel van een mes of zwaard: zwaardschede.